# نوراتور

نماد الکترونیکی نوراتور

در الکترونیک، یک نوراتور (به انگلیسی: Norator) به‌طور نظری منبعی خطی، زمان-ناوردا یک دریچه‌ای است که می‌تواند جریان و ولتاژ بین پایانه‌های آن دلخواه باشند. یک نوراتور نشان‌دهنده یک ولتاژ کنترل‌شده یا منبع جریان با بهره نامحدود است.
قراردادن یک نوراتور در یک طرح‌واره مداری، هر آنچه که جریان و ولتاژ مورد نیاز مدار خارجی را فراهم می‌کند، به ویژه، خاسته‌هایقانون‌های مداری کیرشهف را تأمین می‌کند. به عنوان مثال، خروجی یک آپ‌امپ ایدئال به عنوان یک نوراتور رفتار می‌کند، ولتاژ و جریان خروجی غیرصفر تولید می‌کند که با وجود ورودی صفر، الزامات مدار را برآورده می‌کند.
نوراتور اغلب با جفت نولاتور به شکل یک پوچی است.
دو مورد جزئی قابل ذکر است: یک پوچگر موازی با یک نوراتور معادل اتصال کوتاه (ولتاژ صفر درهر جریانی) است و یک پوچگر در سری با یک نوراتور یک مدار باز (جریان صفر، درهر ولتاژی) است.